# کورنلیو زلا کودرانو
کورنلیو زلا کودرانو (به رومانیایی: Corneliu Zelea Codreanu) (زاده ۱۸ سپتامبر ۱۸۹۹ - درگذشته ۳۰ نوامبر ۱۹۳۸) که با نام کورنلیو  کودرانو شناخته می‌شود، سیاستمدار راست‌گرای رومانیایی و رهبر حزب گارد آهنین بود.

او پس از جنگ جهانی اول، کار خود را به عنوان سیاستمدار و با ایدئولوژی کمونیست‌ستیزی آغاز کرد و اتحادیه دفاع ناسیونال مسیحی را بنیان نهاد. در سال ۱۹۲۷ این حزب را ترک کرد تا جنبش مجزایی را رهبری کند که منجر به تأسیس حزب گارد آهنین شد.
مرام حزب او، گارد آهنین، ملی‌گرایی، فاشیسم و یهودستیزی بود و به کلیسای ارتدکس شرقی پایبند بود. این حزب در طول کمتر از ۱۰ سال رشد فراوانی کرد و به یکی از احزاب سیاسی مهم در رومانی تبدیل شد. مریدان او به او لقب کاپیتان (به رومانیایی: Căpitanul) را داده بودند.  کودرانو تا زمان ترور شدنش در سال ۱۹۳۸، رهبری این حزب را برعهده داشت.